# Ursula Perkow
Ursula Perkow (* 10. Februar 1944 in Heidelberg; † 7. Mai 2009 ebenda) war eine deutsche Bibliothekarin und Heimatforscherin sowie Oberbibliotheksrätin an der Universitätsbibliothek Heidelberg.

## Leben
Sie war die Tochter des Chemikers Werner Perkow und besuchte für wenige Monate die Mönchhofschule in Heidelberg-Neuenheim, bevor die Familie 1950 nach Hamburg wechselte, wo sie die Grundschule Slomanstieg und später das Mädchengymnasium Klosterschule besuchte. In Hamburg und Heidelberg studierte sie Germanistik und Geschichte. Ihr Erstes Staatsexamen schloss sie 1969 in Hamburg für das Lehramt an Gymnasien ab. 1971 promovierte sie in Hamburg zum Dr. phil. In Bielefeld absolvierte sie eine Ausbildung zur wissenschaftlichen Bibliothekarin, ab 1972 war sie am Bibliothekar-Lehrinstitut in Köln. Ihre Abschlussarbeit schrieb sie über die Geschichte der Bibliothek des Klosters Altenberg. 1973 wurde sie wissenschaftliche Angestellte der Universitätsbibliothek Nürnberg-Erlangen. 1975 wechselte sie an die Universitätsbibliothek ihrer Heimatstadt Heidelberg, wo sie Bibliotheksrätin wurde, 1981 zur Oberbibliotheksrätin aufstieg und u. a. stellvertretende Leiterin der Benutzerabteilung, Leiterin der Kodierstelle sowie der Zeitschriftenerwerbung und Verwalterin der Nachlasserschließung war. 2007 bat sie aus gesundheitlichen Gründen um Versetzung in den Ruhestand.

## Werk
Beruflich sind ihr Einsatz gegen die Versteigerung des Inventars des Klosters vom Heiligen Grab in Baden-Baden und die Handschriftensammlung des Hauses Baden zu nennen. Im Bereich der neuen Medien erschloss sie einige Bibliotheksbestände zur digitalen Präsentation, darunter die Briefe der Liselotte von der Pfalz.
Ihre Forschungstätigkeit widmete sich schwerpunktmäßig den ersten amerikanischen und englischen Kurgästen in Baden-Baden, wozu sie 1990 in der Kurstadt eine umfangreiche Publikation unter dem Titel Residents and Visitors edierte. Eine begonnene vergleichbare Publikation zu frühen amerikanisch-englischen Besuchern in Heidelberg blieb unvollendet. Sie zählte zu den Mitbegründern der Handschuhsheimer Geschichtswerkstatt. Für den Stadtteilverein Heidelberg verfasste sie 17 historische Beiträge, u. a. über die Volksliedtradition des Stadtteils, über den Werdegang des Dichters Otto Roquette und den des Hofkapellmeisters Johann Knöfel oder den Mord an dem schottischen Sprachlehrer Thomas Reid in Heidelberg 1905.

## Stiftung
Aus einer musikalischen Familie stammend, erlernte Ursula Perkow das Spiel auf Klavier und Querflöte. 2005 gründete sie eine Stiftung zur Förderung befähigter Schüler der Musikschule im Kammermusikfach Streichquartett, die mit Mitteln aus ihrem Nachlass nochmals aufgestockt wurde und seitdem Dr.-Ursula-Perkow-Stiftung Streichquartett heißt.

## Schriften (Auswahl)
- Wasserweihe, Taufe und Patenschaft bei den Nordgermanen. Diss. Hamburg 1972
- Beiträge zur Bibliotheksgeschichte der ehemaligen Zisterzienserabtei Altenberg. Köln 1973
- "Residents and visitors": die englisch-amerikanische Gemeinde in Baden-Baden. Baden-Baden 1990
- Wie Otto Roquette zum Dichter wurde: mit Waldmeister aus Handschuhsheim auf dem Weg zum Ruhm. Heidelberg 1997